# Basanti
 (juin 2013).
Si vous disposez d'ouvrages ou d'articles de référence ou si vous connaissez des sites web de qualité traitant du thème abordé ici, merci de compléter l'article en donnant les références utiles à sa vérifiabilité et en les liant à la section « Notes et références ».
Pour les articles homonymes, voir Basanti (homonymie).
Basanti (en bengali : বাসন্তী) est un gros bourg sis sur une des plus importantes îles du delta du Gange, dans le district des 24-Parganas (South) au Bengale-Occidental (Inde). Dépendant administrativement de la ville de Canning, le bourg se trouve en bordure du parc national des Sundarbans dont économiquement il tire beaucoup de ses ressources. Basanti et son île comptent quelque 278 000 habitants (en 2001).

## Économie

### Agriculture et forêt
La culture du riz est intensive sur les terres agricoles entre Basanti et Gosaba. Pour l’irrigation de nombreux étangs artificiels (les ‘pukurs’) sont creusés pour retenir l'eau de pluie. Mais la vie économique du bourg dépend principalement de la grande forêt des Sunderbans qui est voisine. Des ONG y organisent régulièrement des campagnes de plantations d’arbres pour arrêter le phénomène de déforestation. 

### Collecte de miel sauvage
La collecte de miel sauvage est une activité économique majeure de Basanti et des villages environnants. Chaque année environ 20 000 kg de miel sont recueillis dans la forêt des Sundarbans, même si le nombre de ‘collecteurs’ diminue d’année en année. Le métier est dangereux. Malgré la vigilance des gardes forestiers de Sunderbans, quelque 75 collecteurs ont perdu la vie entre 1985 et 2004, agressés par des tigres, dont les Sunderbans est l’habitat principal. 

### Transports
Sonakhali, en face de Basanti, est un point de départ populaire pour les excursions en bateau sur les multiples voies fluviales du delta gangétique. De Gosaba partent les visites organisées du parc national des Sundarbans. Sonakhali est à 100 km au sud est de Kolkata. Depuis 2002 la ‘Basanti Road’ relie le bourg au périphérique-sud de la capitale du Bengale-Occidental. Un pont a été construit entre Sonakhali et Basanti. Même si le réseau routier de l’ile s’est développé le moyen de transport le plus utilisé reste le ferry-boat. 

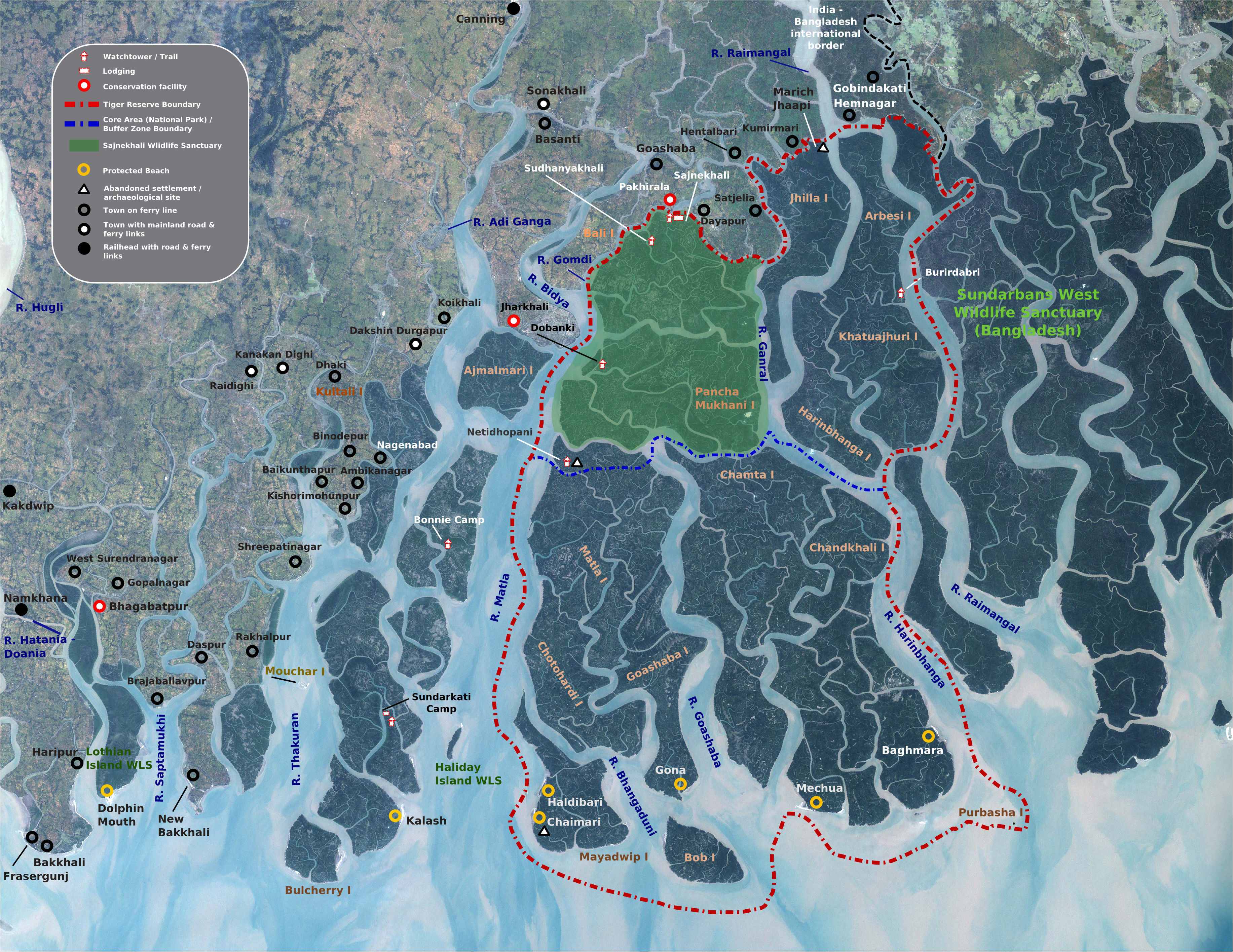
Les Sunderbans (Inde et Bangladesh)

### Énergie
De gros projet visant à développer l’énergie d’origine solaire furent mis en chantier par l’agence gouvernementale de l’Électricité [WBBEDA] mais de larges secteurs de Basanti, et surtout des nombreux villages de l’ile restent dans l’obscurité après le coucher de soleil. 

## Éducation et santé
Grâce à une mission catholique active depuis près de cent ans (église Sainte-Thérèse) Basanti compte plusieurs écoles de qualité et un dispensaire tenu par des religieuses catholiques (Filles de la Croix). Au recensement de 2001 Basanti et son ile a un taux d’alphabétisation de 56,98 % (hommes : 68,95 % et femmes : 44,33 %)
Quatre bateaux-cliniques financés par une fondation humanitaire de Dominique Lapierre circulent sur les canaux du delta et rendent d’appréciables services dans le domaine de la santé.
Des études récentes faites par des chercheurs de l'université de Jadavpur (Kolkata) ont détecté un taux alarmant d’arsenic dans les eaux souterraines des douze « blocs de développement » de l’île de Basanti.